# Леменка (станция)
Леменка — железнодорожная станция Санкт-Петербург-Витебского отделения Октябрьской железной дороги, расположена недалеко от деревни Леменка Новгородской области, между остановочными пунктами 218 км и 230 км. Находится на расстоянии 225 км от Санкт-Петербурга, 20 км от Дно.

## История
Одна из старейших станций на линии. Была построена примерно в 1904 году. С апреля 1975 года передана в состав Ленинград-Московского отделения.

## Путевое развитие
Путевое развитие включает в себя три пути, одну боковую платформу и пост ДСП.

## Расписание поездов

### Расписание пригородных поездов
| Поезд        | Время прибытия | Стоянка (мин) | Время отправления |
| ------------ | -------------- | ------------- | ----------------- |
| Оредеж — Дно | 12:12          | 1             | 12:13             |
| Дно — Оредеж | 17:19          | 12            | 17:31             |

### Поезда дальнего следования
| № поезда | Маршрут движения               | № поезда | Маршрут движения               |
| -------- | ------------------------------ | -------- | ------------------------------ |
| 607      | Санкт-Петербург — Великие Луки | 608      | Великие Луки — Санкт-Петербург |